# William Gregory
William George Gregory (Lockport, 14 de maio de 1957) é um ex-astronauta norte-americano.
Formado em engenharia pela Academia da Força Aérea dos Estados Unidos e com mestrado em engenharia mecânica pela Universidade Columbia em 1980, ele serviu como piloto e instrutor do caça F-111 no Reino Unido e no estado do Novo México.  Depois de cursar a Escola de Piloto de Teste Naval dos Estados Unidos, em 1987, pilotou e testou diversas versões de caças F-15 e F-4 até o fim da década, acumulando cinco mil horas de voo como piloto de teste e de combate.
Gregory entrou para o curso de astronautas da NASA em 1990, qualificando-se como astronauta-piloto em 1991, após um ano em treinamento no Centro Espacial Lyndon Johnson, em Houston, Texas.
Durante quatro anos exerceu funções técnica em terra, até ir ao espaço em março de 1995, como piloto da STS-67 a bordo do Endeavour, missão de 16 dias em órbita, que na época estabeleceu um novo recorde de permanência no espaço (16 d 15 h 08 min), dedicada a realizar pesquisas astronômicas.
Retirou-se da NASA e da Força Aérea em 1999 e hoje atua como gerente-geral de desenvolvimento de negócios da Honeywell, empresa multinacional com grande espectro de atuação no mercado, dedicada a produção de tecnologia tanto doméstica quanto da área aeroespacial.